# Другий уряд Андрея Пленковича
Другий уряд Андрея Пленковича (хорв. Petnaesta Vlada Republike Hrvatske) — 15-й уряд Хорватії, утворений за результатами дострокових парламентських виборів 2020 року. Його строк повноважень розпочався 23 липня 2020, коли новообраний хорватський парламент 10-го скликання на своєму першому засіданні висловив довіру уряду Хорватії 76 голосами «за» при 59 «проти» і жодному, що утримався.
Уряд на доручення Президента Хорватії вдруге сформував і очолив Андрей Пленкович. 15-й уряд Хорватії — коаліційний. До коаліції увійшли фракції двох ліберальних політичних сил і депутати-представники національних меншин. Її основу становлять ХДС і СДСП. Зовнішню підтримку у парламенті надають ХСЛП, ХДХП, ХДАСБ, ХНП, Реформісти та п'ять інших депутатів від національних меншин і незалежна депутатка Маріяна Петір.
Більшість міністрів із попереднього уряду Пленковича залишилися на своїх посадах включно з міністром фінансів Здравком Маричем, який вважається ключовим чинником підтримки державних фінансів на шляху до того, щоб Хорватія прийняла євро до 2024 року.

## Вотум довіри
| Голосування за затвердження 15-го уряду Республіки Хорватія | Голосування за затвердження 15-го уряду Республіки Хорватія | Голосування за затвердження 15-го уряду Республіки Хорватія                           | Голосування за затвердження 15-го уряду Республіки Хорватія                           |
| Результати голосування                                      | Результати голосування                                      | 23 липня 2020                                                                         | 23 липня 2020                                                                         |
| ----------------------------------------------------------- | ----------------------------------------------------------- | ------------------------------------------------------------------------------------- | ------------------------------------------------------------------------------------- |
|                                                             | Відсутні                                                    | 16 / 151                                                                              |                                                                                       |
| Потрібна більшість                                          | Потрібна більшість                                          | 76 голосів «за» зі 151 голосу (Абсолютна більшість від загальної кількості депутатів) | 76 голосів «за» зі 151 голосу (Абсолютна більшість від загальної кількості депутатів) |
|                                                             | За                                                          | 76 / 151                                                                              | Yes                                                                                   |
|                                                             | Проти                                                       | 59 / 151                                                                              |                                                                                       |
|                                                             | Утрималися                                                  | 0 / 151                                                                               |                                                                                       |
| Джерела:                                                    |                                                             |                                                                                       |                                                                                       |

## Партійність
Партійний розподіл членів уряду:
| - Хорватська демократична співдружність   | 16 |
| - Самостійна демократична сербська партія | 1  |
| - Незалежні                               | 1  |

#### Голова і заступники
| Ім'я             | Посада       | Строк повноважень | Партія     |
| ---------------- | ------------ | ----------------- | ---------- |
| Андрей Пленкович | прем'єр      | з 23 липня 2020   | ХДС        |
| Томо Медвед      | віце-прем'єр | з 23 липня 2020   | ХДС        |
| Давор Божинович  | віце-прем'єр | з 23 липня 2020   | ХДС        |
| Здравко Марич    | віце-прем'єр | з 23 липня 2020   | незалежний |
| Борис Милошевич  | віце-прем'єр | з 23 липня 2020   | СДСП       |

#### Міністерства і міністри
| Міністерство                                                            | Міністр              | Строк повноважень   | Партія     |
| ----------------------------------------------------------------------- | -------------------- | ------------------- | ---------- |
| Міністерство закордонних та європейських справ                          | Гордан Грлич Радман  | з 23 липня 2020     | ХДС        |
| Міністерство внутрішніх справ                                           | Давор Божинович      | з 23 липня 2020     | ХДС        |
| Міністерство оборони                                                    | Іван Анушич          | з 16 листопада 2023 | ХДС        |
| Міністерство фінансів                                                   | Здравко Марич        | з 23 липня 2020     | Незалежний |
| Міністерство юстиції та управління                                      | Іван Малениця        | з 23 липня 2020     | ХДС        |
| Міністерство будівництва, територіального планування і державного майна | Дарко Хорват         | з 23 липня 2020     | ХДС        |
| Міністерство праці та пенсійної системи                                 | Йосип Аладрович      | з 23 липня 2020     | ХДС        |
| Міністерство культури та медіа                                          | Ніна Обулєн Коржинек | з 23 липня 2020     | ХДС        |
| Міністерство туризму і спорту                                           | Ніколіна Брняц       | з 23 липня 2020     | ХДС        |
| Міністерство сільського господарства                                    | Марія Вучкович       | з 23 липня 2020     | ХДС        |
| Міністерство науки і освіти                                             | Радован Фукс         | з 23 липня 2020     | ХДС        |
| Міністерство моря, транспорту та інфраструктури                         | Олег Буткович        | з 23 липня 2020     | ХДС        |
| Міністерство економіки та сталого розвитку                              | Томіслав Чорич       | з 23 липня 2020     | ХДС        |
| Міністерство регіонального розвитку та фондів ЄС                        | Наташа Трамішак      | з 23 липня 2020     | ХДС        |
| Міністерство у справах ветеранів                                        | Томо Медвед          | з 23 липня 2020     | ХДС        |
| Міністерство охорони здоров'я                                           | Вілі Берош           | з 23 липня 2020     | ХДС        |